# Olivier Godard
Pour les articles homonymes, voir Godard.
 (septembre 2021).
Olivier Godard, né le 26 octobre 1949, est un économiste français, dont l'essentiel des travaux concerne l’environnement et le développement durable. Il a été  directeur de recherche au Centre national de la recherche scientifique (CNRS) jusqu'en 2014 et chercheur au Centre International de recherche sur l'Environnement et le Développement (CIRED-EHESS) de 1973 à 1998, puis au Laboratoire d’économétrie de l’École polytechnique, de 1998 à 2017.

## Biographie

### Biographie
Il est diplômé en 1972, de l’École supérieure des sciences économiques et commerciales (ESSEC) et de l'École Pratique des Hautes Études (VIe section).
En 1977, il soutient une thèse doctorat de 3e cycle en économie du développement à l’université de Paris 1.
Il soutient en 1993 une thèse de doctorat d’État es sciences économiques, à l'Université de Paris 1, dirigée par René Passet et consacrée à Environnement et régulation du développement en économie mixte de marché : de l'externalisation à l'intégration institutionnelle en univers controversé.

### Parcours professionnel
Il commence sa carrière de chercheur en 1973 au sein du Centre international de recherche sur l'environnement et le développement (CIRED) à l'École des hautes études en sciences sociales (EHESS). Il rejoint le laboratoire d'économétrie de l'École polytechnique en 1998. 
Ses premiers travaux portent sur les aspects institutionnels de l'intégration des objectifs environnementaux dans les politiques de développement économique, notamment en mobilisant les nouvelles approches de la théorie des systèmes sur l'auto-organisation. Depuis 1988, sa réflexion sur le développement durable se nourrit également des travaux de Luc Boltanski et Laurent Thévenot sur le pluralisme des mondes de justification.[réf. nécessaire]
Parallèlement, ses travaux portent sur les instruments économiques des politiques environnementales (taxes, permis négociables), la décision en univers controversé, la contestabilité économique et environnementale des entreprises, puis sur le principe de précaution auquel, en une quinzaine d'années, il consacre une centaine de publications. Cela le conduit à analyser l'organisation de l'expertise scientifique en appui aux décisions publiques de gestion des risques sanitaires et environnementaux.
Depuis 1990, les différents travaux menés trouvent dans le changement climatique planétaire un objet d'application privilégié. Cette thématique planétaire met en avant le problème de l'articulation entre politiques nationales et engagements internationaux ; ce qui a conduit Olivier Godard à travailler sur les enjeux de la justice climatique planétaire, pris entre approches académiques et approches militantes et entre approches cosmopolitiques déniant la pertinence normative de l'existence d'une multitude d'États-nations et approches internationales. Il a consacré à cette question deux de ses trois derniers livres.

### Responsabilités et participations
Olivier Godard a été président du Conseil scientifique du Programme fédérateur inter-organismes soutenu par l’Agence nationale de la recherche « Agriculture et développement durable » (2004-2010), ainsi que membre des Comités d'éthique et de précaution de l'Institut national de la recherche agronomique (Inra) (1999-2007) et de l'Institut français de recherche pour l'exploitation de la mer (Ifremer).
Il a été membre du Conseil scientifique et du Conseil d'administration de l'Institut du Développement durable et des Relations internationales (IDDRI) (2003-2007), du Conseil scientifique du Collège de la Cité des sciences et de l'industrie (2003-2009).
Il a participé à la Commission économique de la nation auprès du ministre de l'Économie, des Finances et de l'Emploi (2007-2010), à la Commission sur la contribution climat-énergie (CCE), présidée par Michel Rocard (2009), dont il a présidé un des deux ateliers, et de différents groupes de travail publics et commissions sur les instruments économiques des politiques d'environnement et d'énergie. Il a été notamment rapporteur général de l'Atelier 'Trois scénarios énergétiques pour la France 2010-2020, accueilli au sein du Commissariat général du plan (1996-1998).
Il a publié plusieurs tribunes et articles dans Alternatives économiques

## Publications

### Ouvrages
- (en) Global Climate Justice. Proposals, Arguments and Justification. Cheltenham, 2017, Edward Elgar, 232 p.
- Environnement et développement durable. Une approche méta-économique, préface de Mathilde Lemoine, postface de Franck Lecocq, 2015, De Boeck, 490 pages[6].
- La justice climatique mondiale. Paris, 2015, La Découverte, (Coll. ‘Repères’ no 651), 128 p.
- Un demi-siècle d'environnement entre science, politique et prospective, Chapitre 8 : L’adieu au développement durable ?, pp. 131-135, 2015, éditions Quæ.
- L'instrumentation de l'action publique. Chapitre 4 : Instruments Économiques, justification et normes de justice: le cas de la politique climatique, Paris, 2014, Presses de Sciences Po.
- Dictionnaire de la pensée écologique. Article Catastrophisme - point de vue 1, pp. 134-138, Paris, 2015, PUF, (Coll. Quadrige).
- L’évaluation de la durabilité, Chapitre 2. Le développement durable, norme sociale molle ou nouveau principe de justification ?, pp. 45-68, 2013, éditions Quæ.
- (dir) Economie du climat: pistes pour l'après-Kyoto. Palaiseau, 2011, Editions de l'Ecole polytechnique & Ellipses, 312 p. (co-directeur: Jean-Pierre Ponssard)
- Preuve scientifique, preuve juridique. Partie 3, chapitre 1: les transmutations de la preuve sous l'égide du principe de précaution, pp. 259-298, Bruxelles, 2011, Editions Larcier, (Coll. Droit des technologies).
- Regards critiques sur le principe de précaution: le cas des OGM. Chapitre 3: le principe de précaution à l'épreuve des OGM, pp. 85-161, Paris, 2011, Librairie philosophique J. Vrin, (Coll. Pour Demain).
- Changement climatique: les savoirs et les possibles. Montreuil, 2010, Editions La Ville Brule, (Coll. 360), 240 p. (co-auteurs: Jérôme Chappellaz, Sylvestre Huet, Hervé Le Treut).
- (en) The Economics of Sustainable Development. Part 2, chapter 1: The precautionary principle as a social norm, pp. 98-117, London, Paris, Genève, 2010, Economica.
- Traité de Bioéthique. Vol. 1 - Fondements, principes, repères: L'expertise des risques sous l'égide du principe de précaution, pp. 486-501. Toulouse, 2010, Erès.
- La Recherche et l’Innovation en France : FutuRIS 2008. Chapitre 12. Les relations science-société à l'aune du développement durable, pp. 353-402. Paris, 2008, Éd. Odile Jacob.
- Techniques et philosophie des risques. Chapitre 8: Peut-on séparer de façon précoce le bon grain de l’ivraie ?, pp. 139-157. Paris, 2007, Librairie philosophique J. Vrin, (Coll. ‘Pour demain’).
- (dir) La question de la précaution en milieu professionnel. Les Ulis, 2006, INRS & EDP Sciences, 254 p.
- Leçons de Philosophie économique – Tome II : Économie normative et philosophie morale. Chapitre: La pensée économique face à l’environnement, pp. 241-277,  Paris, 2006, Economica.
- Traité des nouveaux risques. Précaution, Crise, Assurance. Paris, 2002, Gallimard, (Coll. Folio-Actuel no 100), (co-auteurs :  Claude Henry, Patrick Lagadec, Erwann Michel-Kerjan)
- Domestic Transferable Permits for Environmental Management : Design and Implementation. Paris, 2001, OECD Publ., (112 p.). Version française : Permis transférables nationaux et politiques environnementales. Conception et application, Paris, 2001, Éd. de l’OCDE, (118 p.)
- (ed.) Municipal Waste Management in Europe – A Comparative Study in Building Regimes. Dordrecht & London, 2000, Kluwer Academics Publ, (Series ‘Environment & Management’ 10), 233 p. (Co-editor: Nicolas Buclet)
- (dir) Le principe de précaution dans la conduite des affaires humaines1, préface de Marceau Long. Paris, 1997, Editions de la Maison des Sciences de l'Homme & INRA-Editions, 351 p.
- Les figures de l'irréversibilité en économie (avec R. Boyer et B. Chavance). Paris, Editions de l'EHESS, 1991.

### Articles
Les politiques climatiques nationales: viser le "Facteur 4" en 2050? Implications des positionnements cognitifs et éthiques, In: Economie et prévision, (208-209), décembre 2016, pp. 105-133. 